# 汪渢
汪渢（1618年—1665年），字魏美，浙江錢塘縣人。明末文人，入清不仕。

## 生平
汪渢年少孤貧力學，崇禎十二年（1639年）舉己卯科浙江鄉試。明亡，不再應科舉，因兵亂奉母入天台。不久海上師起，方返回錢塘，居北郭外。為「湖上三高士」之一。

## 事跡
汪渢臨終，作五言詩云：「大化無停晷，道術久殊轍。住世守頑形，問途猶未徹。至人本神運，可會不可說。冰泮水還清，雲開月方潔。一旦破樊籠，逍遙從此別。」投筆就寢而逝。